# Jakkanahalli, Holenarsipur
Jakkanahalli là một làng thuộc tehsil Holenarsipur, huyện Hassan, bang Karnataka, Ấn Độ.